# گروه تحقیقاتی سیستم‌های کامپیوتری
گروه تحقیقاتی سیستم‌های کامپیوتری (به انگلیسی: Computer Systems Research Group) (که به اختصار CSRG هم نوشته می‌شود) یک گروه تحقیقاتی بود که در دانشگاه کالیفرنیا، برکلی به منظور توسعه سیستم‌عامل یونیکس به وجود آمده بود و دارپا از آن حمایت مالی می‌کرد.

## تاریخچه
در سال ۱۹۷۴ پروفسور باب فابری از دانشگاه برکلی، یک مجوز یونیکس از AT&T دریافت کرد. پس از آن برکلی شروع به سازگار کردن یونیکس کرد و نسخه جدیدی که ماحصل این سازگاری بود تحت نام بی‌اس‌دی منتشر شد. پروفسور فابری در آوریل ۱۹۸۰ قرارداری با دارپا به امضا رساند تا یونیکس را هر چه بیشتر با نیازهای دارپا سازگار سازد. با حمایت مالی دارپا، فابری گروه تحقیقاتی سیستم‌های کامپیوتری را ایجاد کرد. سیستم فایل سریع برکلی و سوکت‌های برکلی برخی از نوع‌آوری‌های قابل توجه این گروه هستند. رابط سوکت‌ها مشکل پشتیبانی از پروتکل‌های چندگانه (برای مثال TCP و XNS) را حل کرد و این فلسفه یونیکس که «همه چیز یک فایل است» را به این پروتکل‌های شبکه گسترش داد. سیستم فایل سریع برکلی هم اندازه بلاک‌های تخصیص را از ۵۱۲ بایت به ۴۰۹۶ بایت (یا بیشتر) افزایش داد، کارایی نقل و انتقالات داده‌ها از/به دیسک را بهبود بخشید و همچنین از«میکرو-بلاک‌هایی» به کوچکی ۱۲۸ بایت بودند پشتیبانی می‌کرد که استفاده از دیسک را بهبود بخشید. از جمله کمک‌های قابل توجه دیگر می‌توان به سیگنال‌های کنترل کار اشاره کرد که به یک کاربر اجازه می‌داد یک کار در حال اجرا را با کلیدهای ctrl-z معلق کرده و اجرای آن را در پس‌زمینه سی‌شل ادامه دهد.
از جمله نسخه‌های قابل توجه این سیستم‌عامل، می‌توان به نسخه ۳٫۰ اشاره کرد که این نسخه، اولین نسخه‌ای بود که از حافظه مجازی پشتیبانی می‌کرد، نسخه ۴٫۰ که قابلیت کنترل کار با استفاده از کلیدهای CTRL-Z را فراهم می‌کرد تا بتوان یک کار را به صورت برای مدتی به صورت معلق درآورد و سپس آن را از سر گرفت. نسخه خاص 4.15 که از تی‌سی‌پی/آی‌پی BBN استفاده می‌کرد و نسخه ۴٫۲ که یک شامل رابط سوکت‌ها، پشتیبانی از فایل سیستم شبکه‌ای، و سیستم فایل سریع برکلی بود.
در طی سال‌های ۱۹۷۰ تا ۱۹۸۰ AT&T هزینه صدور مجوز برای یونیکس را به قیمتی حدود ۱۰۰۰/۰۰۰ تا ۲۰۰۰/۰۰۰ دلار افزایش داد. این کار به مشکل بزرگی برای آزمایشگاه‌های تحقیقاتی کوچک و شرکت‌هایی که از بی‌اس‌دی استفاده می‌کردند تبدیل شد و اعضای CSRG تصمیم گرفتند تمام کدهایی که از AT&T سرچشمه گرفته‌اند را جایگزین کنند. آن‌ها بالاخره موفق شدند در سال ۱۹۹۴ به این هدف دست یابند. اما AT&T موافقت نکرد و برکلی را به دادگاه کشاند. بعد از توافقی که در سال ۱۹۹۴ حاصل شد، CSRG نسخه یونیکس خود را با نام‌های ۴٫۴BSD-Lite (با پروانه بی‌اس‌دی) و ۴٫۴BSD-Encumbered (با مجوز یونیکس) منتشر کرد.
این گروه در سال ۱۹۹۵ منحل شد، اما میراثی از خود بر جای گذاشت - ۳۸۶بی‌اس‌دی، نت‌بی‌اس‌دی، فری‌بی‌اس‌دی و اپن‌بی‌اس‌دی همه بر اساس ۴٫۴BSD-Lite هستند و نقش بسیار مهمی را در جامعه آزاد و بازمتن یونیکس ایفا کرده‌اند.
گروه CSRG به همراه بنیاد نرم‌افزارهای آزاد و لینوکس، جامعه کنونی نرم‌افزارهای آزاد و بازمتن را پایه‌ریزی کرده‌است. کیث باستیک، بیل جوی، مایکل کارلز و مارشال کیرک مک‌کیوسیک از مهم‌ترین و تأثیرگذارترین اعضای این گروه هستند.